# Smaug warreni
Smaug warreni (лат.) — вид ящериц из семейства поясохвостов.

## Этимология
Видовое название, warreni, дано в честь английского зоолога Эрнста Уоррена (1871—1945), который поймал голотип вида.

## Внешний вид и строение
Длина тела Smaug warreni составляет 105—130 мм. Задняя часть тёмно-коричневого цвета с небольшими жёлтыми пятнами, образующими полосы. Брюшко светло-коричневое, а горло и губы пятнистые. Самцы имеют 10—12 бедренных пор. Хвост колючий и немного длиннее тела.

## Распространение и места обитания
Smaug warreni встречается в горах Лебомбо в северо-восточной части Южной Африки и на востоке Свазиленда.
Встречаются на скальных обнажениях на лесистых горных склонах.

## Питание
Smaug warreni — хищная рептилия. Он ест различных животных, вплоть до мелких пресмыкающихся и грызунов.

## Содержание в неволе
Smaug warreni ранее встречалась в продаже, экспортировалась, возможно, из Мозамбика. Большинство особей были помечены как Cordylus warreni depressus, и на самом деле это были представители вида Smaug depressus.

## Таксономия
Smaug barbertonensis, Smaug breyeri, Smaug depressus, Smaug mossambicus и Smaug regius ранее считались подвидами Smaug warreni.